# Aphaenogaster rudis
Aphaenogaster rudis é uma espécie de inseto do gênero Aphaenogaster, pertencente à família Formicidae.